# Laura Imbruglia
Laura Imbruglia (Sydney, 15 de junho de 1983) é uma cantora e compositora australiana, que vive atualmente em Sydney.
Laura é a irmã mais jovem da cantora Natalie Imbruglia.

## Carreira
Lançou um álbum, um EP e um single pela Chatterbox Records, e se apresentou no Festival de Homebake em 2002. Antes de tentar a carreira musical, Imbruglia participou de Crash Palace, uma série de televisão da FOX8, uma emissora de TV paga da Austrália. Laura é a irmã mais jovem da cantora Natalie Imbruglia, e segue construindo sua carreira independentemente de ter uma irmã famosa.

## Discografia
EPs
- It Makes a Crunchy Noise (2003)

Álbuns
- Laura Imbruglia (2006)
- The Lighter Side of... (2010)
- What A Treat (2013)
- Scared Of You (2019)

Singles
- 2005: "My Dream of a Magical Washing Machine"
- 2006: "Tear Ducts"
- 2007: "Looking for a Rabbit"
- 2010: "When It All Falls Apart"
- 2011: "Why'd You Have to Kiss me So Hard?"[4]
- 2013: "Awoooh!"
- 2018: "Tricks"
- 2018: "Diptych"
- 2019: "The Creeps"
- 2019: "Give Boys Pink Toys"